# John Baily
John Baily (* 3. Juli 1943 in Glastonbury, England) ist ein britischer Musikethnologe, der sich auf die Musik Afghanistans spezialisiert hat.

## Beruflicher Werdegang
Baily studierte von 1962 bis 1965 Psychologie und Physiologie an der Oxford University. 1970 erlangte er den Doktorgrad im Fach Experimentelle Psychologie an der University of Sussex mit einer Arbeit über die räumliche Orientierung und die sensomotorische Kontrolle des Menschen. 1973 begann er mit einem Post-Doktoranden-Forschungsstipendium an der Queen’s University of Belfast seine langjährige Zusammenarbeit mit dem Musikethnologen John Blacking. Sein Thema war nun das Verhältnis zwischen Körperbewegung und musikalischer Struktur. 1978 wurde er an der Queen’s University Dozent für Ethnomusikologie.
1988 bis 1990 war Baily Außerordentlicher Professor am Zentrum für Ethnomusikologie an der Columbia University, New York. 1990 ging er an das Goldsmiths College an der Universität von London, wo er mittlerweile emeritierter Professor ist.

## Forschungen über afghanische Musik
1973 ging Baily erstmals für ein Jahr in die westafghanische Stadt Herat, mit dem Forschungsziel, die jüngsten Veränderungen in Form und Spielweise der ostiranischen Langhalslaute Dutar zu beschreiben. Dieses ursprünglich zweisaitige Instrument war in der Mitte des 20. Jahrhunderts auf 14 Saiten erweitert worden. Die Klangverstärkung durch Resonanzsaiten brachte eine geänderte Aufführungspraxis und gesellschaftliche Strukturen mit sich, indem statt früher Amateure auf dem Land nun städtische Profimusiker die Dutar verwendeten. Als Teil seines Forschungsprogramms erlernte er das Spiel der zweisaitigen Langhalslaute dutar und des afghanischen Nationalinstruments rubāb.
1975 forschte Baily ein zweites Mal zusammen mit seiner Frau Veronica Doubleday in Herat, diesmal mit einem weiter gesteckten Rahmen, der die Musik und das dazugehörende Sozialgefüge in der Stadt umfasste. Doubleday hatte parallel zu seiner Arbeit mit den männlichen Musikern Zugang zum familiären und professionellen weiblichen Musikbereich, der ihm selbst ansonsten verschlossen geblieben wäre. Sie erlernte afghanischen Gesang und die Rahmentrommel dāireh zu spielen und trat in einer Band bei Hochzeiten auf. Ein Teil von Bailys Arbeit erstreckte sich auf die Musikszene von Kabul, die sich aus mehreren hundert Mitgliedern traditioneller Musikerfamilien und daneben populären Musikern, die im Umkreis von Radio Afghanistan gewachsen waren, zusammensetzte. Der Rundfunksender stand seit Anfang der 1950er Jahre im Zentrum der musikalischen Aktivitäten und bot Baily Anschauungsmaterial für den Wechsel von Amateurmusikern ins Profilager. 1977 verließen Baily und seine Frau Afghanistan, ein Jahr später begann unter dem kommunistischen Regime eine Massenauswanderung in den Iran und nach Pakistan. Mit dem Einmarsch sowjetischer Truppen 1979 war das Land praktisch nicht mehr zugänglich.
Zurück in England fasste Baily seine Forschungsergebnisse in dem Werk Music of Afghanistan: Professional Musicians in the City of Herat (1988) zusammen. An der britischen National Film and Television School erwarb er einen Abschluss als Dokumentarfilmer. Damit kam er 1985 für drei Monate nach Peschawar. Bailys erste Beschäftigung mit afghanischen Exilmusikern ist in dem Film Amir: An Afghan refugee musician’s live in Peshawar von 1985 dokumentiert. Er traf die Musiker in den Flüchtlingslagern außerhalb der Stadt, in denen die Mullahs ein streng religiöses Regime eingerichtet hatten, was jegliches Musizieren und Hören von Musik verbot. Musiker trafen sich daher in einem Bazar-Viertel in der Altstadt. Der Film über den professionellen Musiker Amir aus Herat schildert dessen musikalische Anpassung als Begleitmusiker einer Band und verallgemeinernd die soziale Lage im Exil.
1994, als eine Koalition von Mudschaheddin unter Präsident Rabbani die Macht im Land übernommen hatte, kehrte Baily für zwei Monate nach Herat zurück. Unter dem örtlichen Kommandanten wurde zwar ein Wiederaufbau vorangetrieben, aber ein öffentliches Musikleben wurde durch Restriktionen unmöglich gemacht. Musiker durften nur noch religiöse Lieder ohne elektrische Verstärkung aufführen, und dies auch nur in Privathäusern. (Unter der Taliban-Herrschaft war Musik vollständig verboten.) Nach dieser Erfahrung begann Baily, sich für die identitätsstiftende Wirkung und die therapeutische Funktion von Musik in den afghanischen Exilgemeinden zu interessieren.
Mit einem kurzen Aufenthalt 1997 in Peschawar, dem Sammelbecken der Kabuler Musikszene, wollte er bei den Flüchtlingen am Beispiel der afghanischen Lieder, die um den Gesang der Vögel kreisen, die unterschiedliche Wahrnehmung von Musik in verschiedenen Kulturen erkunden. In Herat wurden von manchen Musikern Vögel in Käfigen zu Konzerten mitgebracht. Deren Stimmen sollten durch die Musik angeregt werden in der Vorstellung, dass je besser die Musik, desto kräftiger würden die Vögel darauf reagieren. Die Nachtigal ist der in Afghanistan am meisten geschätzte Vogel: gol o bolbol, „Rose und Nachtigal“ – Musik erweckt den Vogelgesang. Das geht so weit, Vogelgesang als eine Form von Dhikr, Ritualmusik, mit der sich Sufis Gott nähern, zu begreifen. Baily brachte die Musiker in Peschawar dazu, beim Spiel, anstelle des Vogelgezwitschers, mit dem vom Band tönenden Stück von Olivier Messiaen, Le Loriot, in dem Vogelstimmen musikalisch umgesetzt wurden, zu interagieren.
Danach führte er weitere Feldforschungen über afghanische Musiker im Exil durch. 1998 und 2002 war Baily in der im Nordosten des Iran gelegenen Stadt Mashad, wohin vor allem Musiker aus Herat geflohen waren, die sich zumeist in Hochzeitsbands über Wasser hielten. Baily reiste den Exilanten nach New York hinterher und hielt sich im Jahr 2000 sechs Wochen in Fremont, Kalifornien auf. Die Stars aus dem Radio hatten in die Vereinigten Staaten gefunden.
Nach dem Ende des Taliban-Regimes 2002 war Baily einige Male in Kabul, um im Auftrag der Aga Khan Music Initiative in Central Asia eine Musikschule einzurichten. In Freemont hatten sich einige Musiker westliche Elemente für ihre Musik erschlossen. Inwieweit rückkehrende Musiker mit einer neuen ostwestlichen Identität damit auf die Musik von Kabul Einfluss ausüben, ist ein weiteres Thema. Von einem englischen Migrationsforschungsprogramm erhielt er 2006 finanzielle Unterstützung, um die afghanische Musikszene in London und die recht große afghanische Kolonie in Hamburg zu untersuchen.
In seinem Archiv in Brighton lagern zahlreiche seltene Ton- und Filmdokumente aus 35 Jahren Feldforschung zur afghanischen Musik.
Baily hat sich auch als Rubāb- und Dutar-Spieler einen Namen gemacht und in Konzerten und für Musikaufzeichnungen mit den bekanntesten afghanischen Musikern zusammengespielt. Er und Veronica Doubleday spielten auf einer Tournee mit dem in Kalifornien lebenden afghanischen Dutar- und Rubab-Spieler Aziz Herawi zusammen. Beide veranstalten weltweit gemeinsame Gesprächskonzerte, im Frühjahr 2009 waren sie auf der Suche nach afghanischen Musikern in Australien.

## Veröffentlichungen (Auswahl)
Selbstständige Werke
- Krishna Govinda's rudiments of tabla playing. Unicorn Bookshop, Carmarthen 1974, ISBN 0-85659-018-5
- Music of Afghanistan: Professional Musicians in the City of Herat. Cambridge University Press, Cambridge 1988, ISBN 0-521-25000-5
- The making of „Lessons from Gulam: Asian Music in Bradford“. A Study Guide to the Film. Documentary Educational Resources, Boston 1990 (PDF-Datei; 1,76 MB)
- The Gujarati Muslim Khalifa Jamat of the UK. Limited edition, Goldsmiths, London 1999
- “Can you stop the birds singing?” The censorship of music in Afghanistan. Freemuse, Kopenhagen 2001 (PDF-Datei; 310 kB)
- Songs from Kabul: The Spiritual Music of Ustad Amir Mohammad. (Soas Musicology Series) Ashgate Publishing, Farnham 2011, ISBN 978-0-7546-5776-7
- War, Exile and the Music of Afghanistan. The Ethnographer’s Tale. (SOAS Musicology Series) Ashgate Publishing, Farnham 2015; Routledge, New York 2017

Beiträge in Zeitschriften
- mit George Singer: Behavioural compensation through false information feedback and transformed visual input. Australian Journal of Psychology, 19, 1967, S. 49–53
- mit John Blacking: Research on the Herati Dutâr. Current Anthropology, 19, 1978, S. 610–611
- mit John Blacking: Professional and amateur musicians in Afghanistan. World of Music, 21(2) 1979, S. 46–64
- mit John Blacking: A description of the naqqarakhana of Herat. Asian Music, 11(2) 1980, S. 1–10
- A system of modes used in the urban music of Afghanistan. Ethnomusicology, XXV (1) 1981, S. 46–64
- mit John Blacking: Amin-e Diwaneh: The musician as madman. Popular Music, 7(2) 1988, S. 131–146
- mit John Blacking: Anthropological and psychological approaches to the study of music theory and musical cognition. Yearbook for Traditional Music, 20, 1988, S. 114–124
- Principles of Rhythmic Improvisation for the Afghan Rubâb. International Council for Traditional Music UK Chapter Bulletin, 1989, S. 3–16
- Film making as musical ethnography. World of Music, 1989
- Cross-cultural perspectives in popular music: The case of Afghanistan. Popular Music, 1, 1989, S. 105–122
- Principles of Rhythmic Improvisation for the Afghan Rubâb. International Council for Traditional Music. UK Chapter Bulletin, 1989 S. 3–16
- mit Peter Driver: Spatio-Motor Thinking in Playing Folk Blues Guitar. World of Music 34/3, 1992, S. 57–71
- mit Peter Driver: The Role of Music in Three British Muslim communities. Diaspora, 4(1) 1995, S. 77–87
- Using Tests of Sound Perception in Fieldwork. Yearbook for Traditional Music, 28, 1996, S. 147–173
- Afghan Perceptions of Birdsong. The world of music 39/2, 1997, S. 51–59.
- The naghma-ye kashâl of Afghanistan. British Journal of Ethnomusicology, 6, 1997, S. 117–163
- Music and refugee lives: Afghans in eastern Iran and California. Culture in Exile, Nr. 6, Dezember 1999, S. 10–12 (PDF-Datei; 266 kB)
- mit Michael Collyer: Bring Back the Rubab. Afghanistan Reflections, 1:12–15, 2000
- Music and Refugee Lives: Afghans in Eastern Iran and California. Forced Migration Review, 6, 2000, S. 10–13
- Ethnomusicological Research in Afghanistan: Past, Present, and Future. IIAS Newsletter 27, 2002 (PDF-Datei; 105 kB)
- John Blacking. Dialogue with the ancestors. European Seminar in Ethnomusicology, Genf 1991
- So Near, so Far: Kabul’s Music in Exile. Ethnomusicology Forum 14 (2) 2005, S. 213–233
- The circulation of “New Music” between Afghanistan and its transnational community. Conference on Music in the World of Islam, Assilah, 8.–13. August 2007 (PDF-Datei; 628 kB)
- Two Different Worlds: Afghan music for „Afghanistanis“ and „Kharejis“. Ethnomusicology Forum 19 (1), Juni 2010, S. 69–88

Beiträge in Sammelbänden
- Movement Patterns in Playing the Herati Dutar. In: John Blacking (Hrsg.): The Anthropology of the Body. Association of Social Anthropologists Monograph, 15, Academic Press, London 1977, S. 275–330
- Music Structure and Human Movement. In: Peter Howell, Ian Cross, and R. West (Hrsg.): Musical Structure and Cognition. Academic Press, London: 1985. ISBN 2-85297-203-4.
- Anthropological and Psychological Approaches to the Study of Music Theory and Musical Cognition. Yearbook for Traditional Music 20, 1988, S. 14–124.
- Traditional music in the Muslim communities: Qawwali in Bradford. In: Paul Oliver (Hrsg.): Black Music in Britain. Open University Press, Milton Keynes 1990, S. 156–169. ISBN 0-335-15297-X
- Musical change in Herat in the twentieth century. In: Shirin Akiner (Hrsg.): Cultural Change and Continuity in Central Asia. Kegan Paul International, London 1991, S. 258–269. ISBN 0-7103-0351-3
- Music Performance, Motor Structure, and Cognitive Models. In: Max Peter Baumann, Artur Simon, Ulrich Wegner (Hrsg.): European Studies in Ethnomusicology: Historical Developments and Recent Trends. Intercultural Music Studies, Florian Noetzel Verlag, Wilhelmshaven 1992, S. 142–158
- Maqâms, dastgâhs and râgs in Western Afghanistan. In: Jürgen Elsner, Gisa Jahnichen (Hrsg.): Proceedings of the Second Conference of Study Group Maqâm. Berlin 1992, S. 51–74
- Learning to Perform as a Research Technique in Ethnomusicology. In: Klaus Wolfgang Niemöller, Uwe Pätzold, Chung Kyo-chul (Hrsg.): Lux Oriente: Begegnungen der Kulturen in der Musikforschung. Kölner Beiträge zur Musikforschung, Gustav Bosse Verlag, Köln 1994, S. 331–348
- Afghanistan. In: Ludwig Finscher (Hrsg.): Die Musik in Geschichte und Gegenwart, Sachband 1, 2. Aufl. 1994, Sp. 45–47
- The role of music in the creation of an Afghan national identity, 1923–1973. In: Martin Stokes (Hrsg.): Music, ethnicity and identity: The musical construction of place. Berg, Oxford 1994, S. 45–60
- Learning to perform as a research technique in ethnomusicology. In: Kyo-Chul Chung und Uwe Pätzold (Hrsg.): Lux Oriente – Encounters of Cultures in Scientific Musical Research. A feschrift for Robert Günther. Universität Köln, Köln 1994, S. 331–347 ISBN 3-7649-2620-1
- mit Veronica Doubleday: Patterns of Musical Development among Children in Afghanistan. In: Elizabeth Warnock (Hrsg.): Children in the Muslim Middle East Today. Texas University Press, Austin 1995, S. 431–446
- Music and the Body. In: John Baily (Hrsg.): Working with Blacking: The Belfast Years. Sonderausgabe von: The world of music, Bd. 37, Florian Noetzel Verlag, Berlin 1995, S. 11–30
- mit Veronica Doubleday: Music and the State. In: Alison Arnold (Hrsg.): The Garland Encyclopedia of World Music. Bd. 5: South Asia. The Indian Subcontinent. Garland, New York 2000, S. 804–811 ISBN 978-0-8240-4946-1 / Western Afghanistan. Ebd. S. 817–824
- mit Nabi Misdaq: Southeastern Afghanistan. In: Alison Arnold (Hrsg.): The Garland Encyclopedia of World Music. Bd. 5: South Asia. The Indian Subcontinent. Garland, New York 2000, S. 833–841
- Music censorship in Afghanistan before and after the Taliban. In: Marie Korpe (Hrsg.): Shoot the singer! Music censorship today. Zed Books, London 2004, S. 19–28, ISBN 978-1-84277-505-9.
- John Blacking and the “Human/Musical Instrument Interface”: Two Plucked Lutes from Afghanistan. In: Suzel Ana Reily: The Musical Human: Rethinking John Blacking's Ethnomusicology In The Twenty-first Century. Ashgate, Farnham (UK) 2006
- Ethnomusicology, intermusability, and performance practice. In Henry Stobart (Hrsg.): The New (Ethno)musicologies. Scarecrow Press, Chicago 2008, S. 117–134
- The Circulation of Music Between Afghanistan and the Afghan Diaspora. In: Ceri Oeppen, Angela Schlenkoff (Hrsg.): Beyond the „Wild Tribes“: Understanding modern Afghanistan and its Diaspora. Hurst, London 2010, S. 157–171

Filmografie
- Amir: An Afghan Refugee Musician's Life in Peshawar, Pakistan. 16-mm-Film, 52 min. Royal Anthropological Institute, London 1985 Film Guide for Amir. (PDF; 193 kB) Documentary Educational Resources
- Lessons from Gulam: Asian Music in Bradford. 1986, 16-mm-Film, 52 min.
- A Kabul Music Diary. 2003, DVD bei Goldsmiths, 55 min.
- Tablas and Drum Machines: Afghan music in California. 2005 Video, 58 min.
- Scenes of Afghan Music. London, Kabul, Hamburg, Dublin. 2007, DVD bei Goldsmiths, 97 min.

Diskografie
- Aziz Herawi, Siar Ahmad Hazeq, Omar Herawi, Veronica Doubleday und John Baily: Memories Of Heart: Instrumental Music Of Afghanistan. 1996. Latitudes CD
- John Baily (Rubab), Ustad Mohammad Asif Mahmood Chishti (Tabla), John Harrelson (Tanpura): From Cabool to California. John Baily and Ustad Asif. Aufgenommen 2000 in Kalifornien. Bolbol CD 01.
- Ensemble Bakhtar: Music from Afghanistan. Konzert im Theatro Massimo, Palermo, 22. Februar 2002. (John Baily: Bandleader, Rubab und Dutar) FTM004
- Ensemble Bakhtar: The Light Garden. Music by Sadie Harrison: performances of traditional Afghan songs and instrumental music. 2003. Metier MSV CD 92084
- Abdul Wahab Madadi (Gesang), Veronica Doubleday (Gesang und Rahmentrommel Daireh), John Baily ( 2-, 3- und 14-saitige Dutar): Sweet Nomad Girl. Folk Music from Afghanistan. 2005. MetierWorld MW 360-01.
- John Baily (Rubab): Rag Bhupali. Musik zum Film Son of a Lion von Benjamin Gilmour, 2008